# Ян Чижовский
Ян Чижовский (пол. Jan Czyżowski; 1373 — 9/25 мая 1458) — польский магнат, воевода сандомирский (1434—1437) и краковский (1437—1438), каштелян краковский (1438—1458).

## Биография
Представитель польского дворянского рода Чижовских герба «Пулкозиц». Сын Михала Чижовского из Богумиловац и Хмелёва, умершего в 1432 году в возрасте 102 лет. В течение многих лет он служил каштеляном сандомирского и люблинского. Связан с Краковом, работая там краковским земельным судьей.
Ян из Чижова был женат дважды. Он женился на своей первой жене Ядвиге, дочери Яна Гловача из Леженицы, до 1430 года. Вторая жена, Барбара Одровонж, из Спровы, родила сына Яна (умер в 1475 году в Коло) и дочь Агнешку.
Вначале своей карьеры занимал должности старосты сандомирского (1431—1439), каштеляна сандомирского (1433—1435) и воеводы сандомирского (1433—1437). Затем он достиг самых престижных должностей: старосты краковского, воеводы краковского в 1437—1438 годах, а затем каштеляна краковского в 1438—1458 годах, королевского наместника в Малой Польше и на Руси от имени короля Польши Владислава Варненчика после его отъезда в Венгрию и во время бескоролевья (1440—1447). Во время пребывания короля в Венгрии в 1448 году он получил дань от господаря Молдавии Петриллы. Через три года он возглавил вооруженную экспедицию против мятежного господара Молдавии Богдана, свергнув его с престола. На его место он поставил Петра, сына Илии, благосклонно относившегося к Польше. После вступления на престол Казимира IV Ягеллона он был одним из доверенных лиц короля.
Он способствовал браку польского короля Казимира Ягеллончика с эрцгерцогиней Елизаветой Австрийской. Он представлял королевскую позицию в трудных переговорах с Тевтонским орденом в Ласине в начале Тринадцатилетней войны (1455 г.). Когда король в 1456 году уехал в Литву, он поручил Яну Чижовскому защиту Краковской земли.
Государственный деятель огромной значимости и энергии в действии. Будучи сторонником кардинала Збигнева Олесницкого, он поддерживал его действия.
В 1458 году ему пришлось уйти с поста каштеляна краковского. Год спустя он умер. Его единственной дочерью была Агнешка Лигенза Чижовская, вышедшая замуж за Яна Заклику из Мендзыгуже. Их потомки будут писать по фамилии ее отца «Заклика Чижовский» или «Заклика из Чижов».
31 декабря 1435 года он подписал мирный акт в Бжесть-Куявском между Польшей и Тевтонским орденом.